# Adelgonde de Jésus de Bragance
Aldegonde de Bragance, comtesse de Bardi (née le 10 novembre 1858 à Bronnbach - morte le 15 avril 1946 à Gunten, commune de Sigriswil) est une princesse portugaise, fille de l'ex-roi Michel Ier.
Aldegonde de Bragance épouse le 25 octobre 1876 à Salzbourg Henri de Bourbon-Parme, comte de Bardi (1851-1905), fils cadet du duc Charles III de Parme et de Louise d'Artois et veuf de Marie-Louise de Bourbon-Siciles. Le mariage restera sans postérité. Veuve en 1905, elle survécut plus de quarante ans à son mari. Apparentée aux principaux souverains catholiques d'Europe, elle fut témoin de  leur chute et de leurs destinées souvent tragiques.
La comtesse de Bardi était notamment la sœur de l’infante Marie des Neiges, considérée par les partisans de son mari comme reine d’Espagne et de France mais également de la grande-duchesse et régente Marie-Anne de Luxembourg, de l'archiduchesse Marie-Thérèse d'Autriche — belle-sœur de l'empereur François-Joseph et belle-mère de l'archiduc François-Ferdinand, dont l'assassinat provoqua la Première Guerre mondiale — et de la duchesse de Parme ; de ce fait, elle était la tante de l'impératrice et reine Zita d'Autriche-Hongrie, de la reine Élisabeth de Belgique, des grandes-duchesses Marie-Adélaïde et Charlotte de Luxembourg, de l'époux de cette dernière Félix de Bourbon-Parme, et de la princesse royale Marie-Gabrielle de Bavière.